# The vinyl records
|  | Denne artikel er oprettet af botten Steenthbot ud fra en ekstern database. Den kan derfor have sproglige fejl eller mangler. Denne skabelon kan fjernes efter kontrol af indholdet. |

The vinyl records er en dansk oplysningsfilm fra 2015 instrueret af Andrea Storm Henriksen og Katrine Buchhave Andersen.

## Handling
Vi møder fire piger i Inden, som har et punkband. Igennem sangteksterne udtrykker pigerne de udfordringer, som kvinder i Indien og mange andre steder kæmper med. "A womans life, a womans choice", synger punkbandet og beskriver dermed omdrejningspunkterne i musikken og fortællingen, som er frygten for mænd, og at det ikke er en selvfølge, at man som kvinde kan søge en tilværelse, der opfylder ens ønsker og ambitioner. For eksempel at spille musik.